# Generațiile viitoare
Generațiile viitoare sunt oamenii care încă nu s-au născut. Referirea la generațiile viitoare se face în contrast cu generațiile actuale și trecute. Generațiile viitoare sunt evocate pentru a încuraja gândirea la echitatea intergenerațională. O atitudine morală față de generațiile viitoare a fost susținută pe larg de filozofi și este considerată o cauză importantă, neglijată de altruismul eficace⁠(d). Termenul este adesea folosit pentru a descrie conservarea patrimoniului cultural sau al celui natural⁠(d).
Termenul se referă la impactul pe care generația în viață îl are asupra lumii în care vor trăi generațiile viitoare, lumea pe care ei o vor moșteni de la oamenii care trăiesc astăzi. Acest concept este menționat în cea mai larg citată definiție a sustenabilității ca parte a conceptului de dezvoltare durabilă, descrisă de Comisia Brundtland a Organizației Națiunilor Unite în raportul său din 1987: „dezvoltarea durabilă este o dezvoltare care satisface nevoile prezentului fără a compromite capacitatea generațiilor viitoare de a-și satisface propriile nevoi”.